# Museum der Stadt Lennestadt

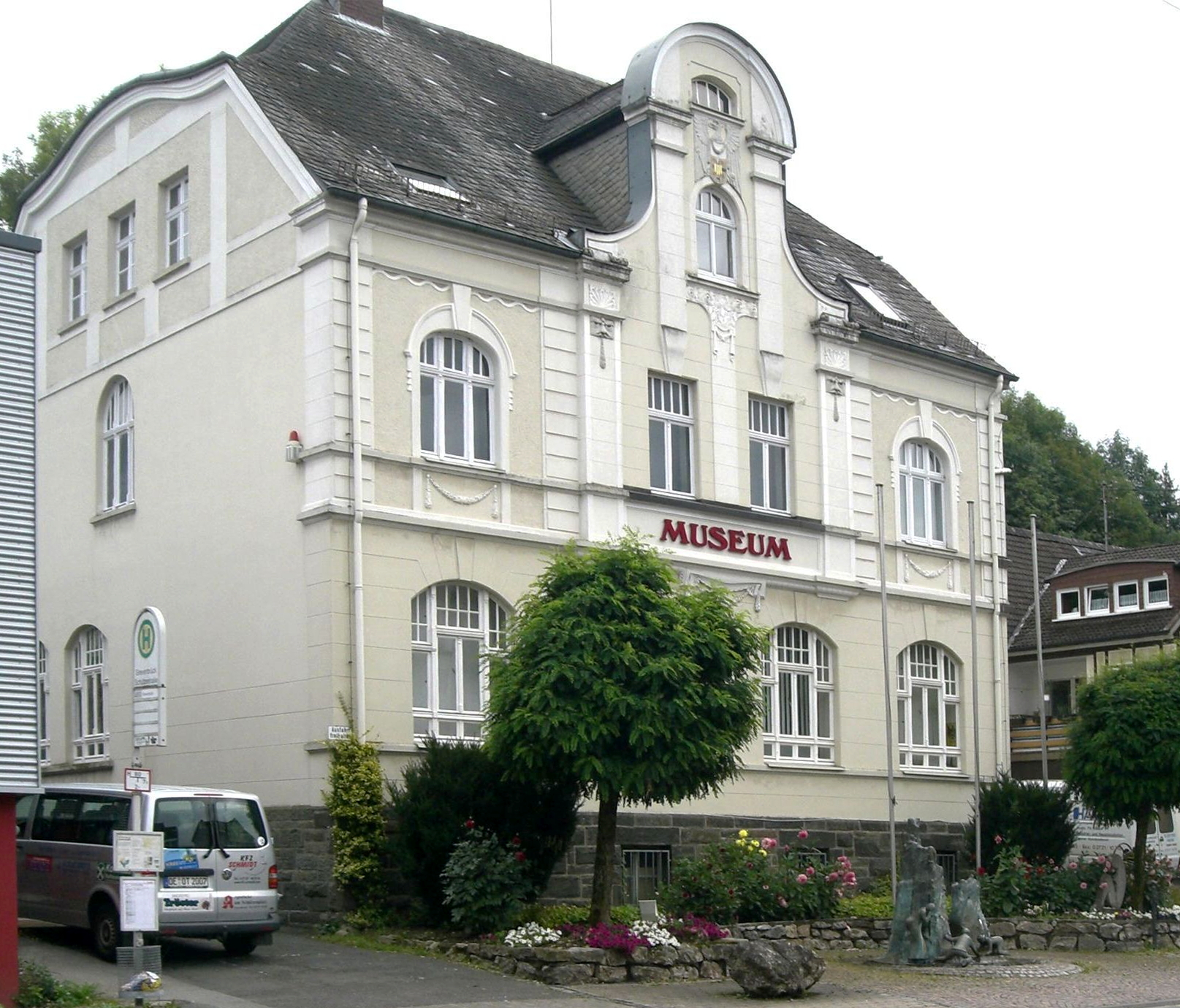
Museum der Stadt Lennestadt im alten Amtshaus Grevenbrück im Jahr 2009

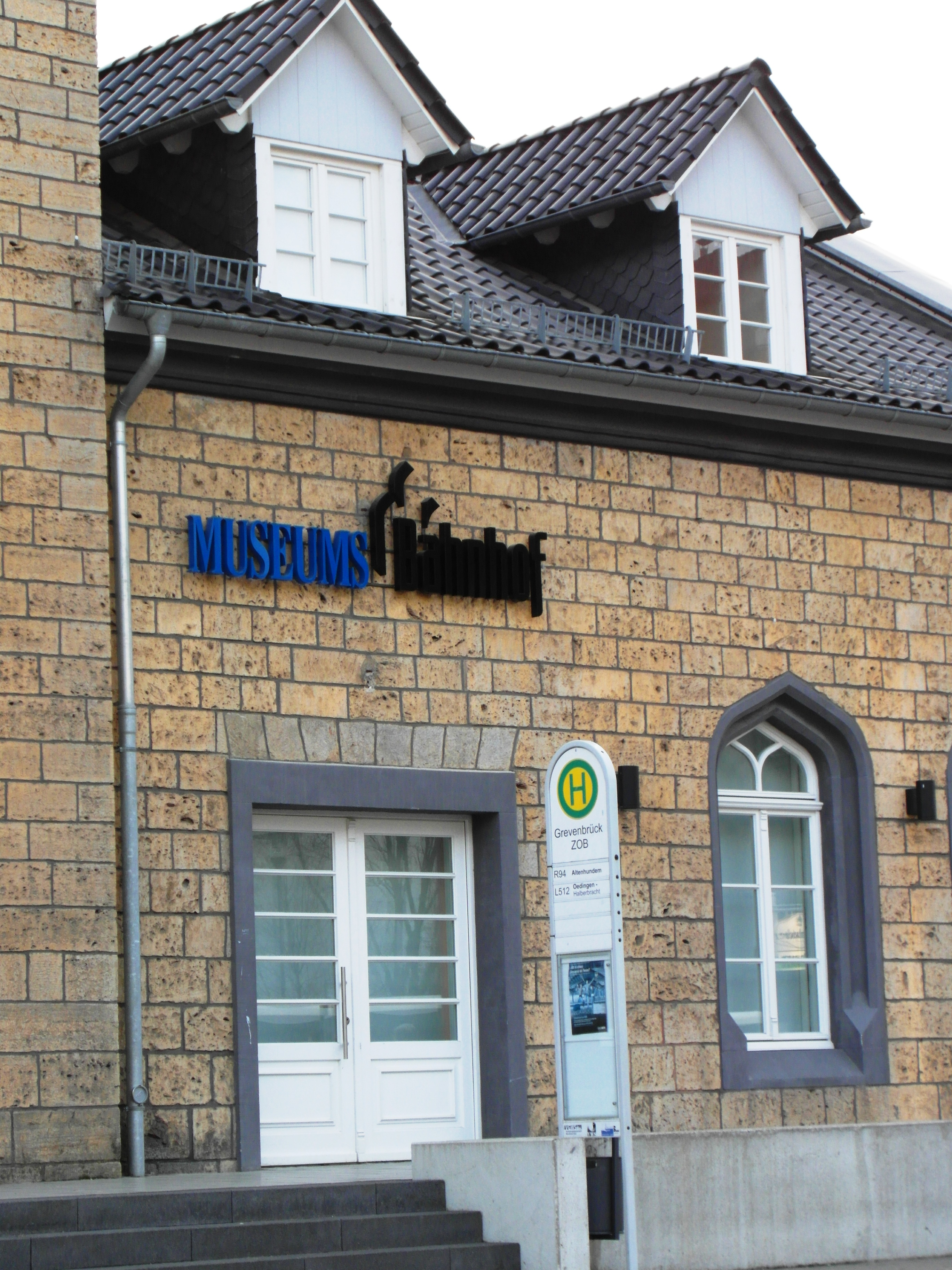
Bereich für Veranstaltungen, Kunst- und Geschichtsausstellungen im renovierten Bahnhof Grevenbrück (KulturBahnhof)

Das Museum der Stadt Lennestadt befindet sich im Stadtteil Grevenbrück.

## Gebäude
Das heutige Museumsgebäude ist im Jahre 1910 als „Königlich Preußisches Katasteramt Förde“ im Kreis Olpe errichtet worden.
Ab 1939 diente das Gebäude über drei Jahrzehnte hinweg als Verwaltungssitz für das Amt Bilstein und beherbergte nach der Gemeindereform von 1969 noch 15 Jahre lang die Stadtverwaltung Lennestadt. Nach dem Umzug der Verwaltung in das neue Rathaus im Ortsteil Altenhundem fanden ab 1985 zunächst das Stadtarchiv und die Landeskundliche Bibliothek ihren Sitz im Haus. 1993 kam dann das neu gegründete Museum der Stadt Lennestadt mit dazu.
Im Januar 2014 wurde eine Erweiterung des Museums auf einen Teil des renovierten Bahnhofsgebäudes in Grevenbrück vorgenommen. Es finden dort wechselnde Veranstaltungen und Sonderausstellungen statt. Im Rahmen der Eröffnung wurde der Öffentlichkeit zunächst von Januar bis Juni 2014 eine Sonderausstellung zum Thema „störig! Kleidung und Mode im Sauerland 1870–1970“ präsentiert. Nach einer Zusage für das Förderprogramm „Heimat-Zeugnis“ des Ministeriums für Heimat, Kommunales, Bau und Digitalisierung des Landes Nordrhein-Westfalen konnte im Herbst 2020 im KulturBahnhof eine flexibel bewegbare Dauerausstellung eröffnet werden. Unter dem Titel „Fahrt Richtung Zukunft – die Ruhr-Sieg-Strecke und der Wandel der Mobilität“ ist die Ausstellung zurzeit am 1. Sonntag im Monat von 14–17 Uhr und nach individueller Vereinbarung zu besichtigen. Im Mittelpunkt der Ausstellung stehen neben der Geschichte der Ruhr-Sieg-Strecke die Herausforderungen aktueller und künftiger Belange des öffentlichen Nahverkehrs.
Ebenfalls im Rahmen des „Heimat-Zeugnis“ wurden im Mai 2020 für den Umbau bzw. die Neugestaltung des Museums im Alten Amtshaus Mittel in Höhe von 1,173 Mio. Euro bereitgestellt; sie decken 60 Prozent der veranschlagten Kosten. Nach bereits abgestimmten Plänen wurde das Gebäude ab Anfang 2021 komplett saniert und umgestaltet, wobei nach Rückbau eines Anbaus aus den 1950er Jahren und der Umsiedlung des Stadtarchivs und der Bibliothek in neue Ausstellungsräume und ein großzügiger Außenbereich geschaffen und ein Personenaufzug installiert wurden. Für das modernisierte Museum wurde ein neues Ausstellungskonzept entwickelt und erfolgreich umgesetzt, das sich thematisch an die bisherige Dauerausstellung „Moderne Zeiten. Vom Leben im Sauerland 1850-1955“ anlehnt und die Geschichte Lennestadts weiter erzählt. Im Mai 2024 wurde das Museum der Stadt Lennestadt mit der neuen Dauerausstellung „43/1 – Einheit in Vielfalt“ feierlich neu eröffnet.

## Dauerausstellungen

### „Moderne Zeiten. Vom Leben im Sauerland 1850-1955“ (1993–2020)

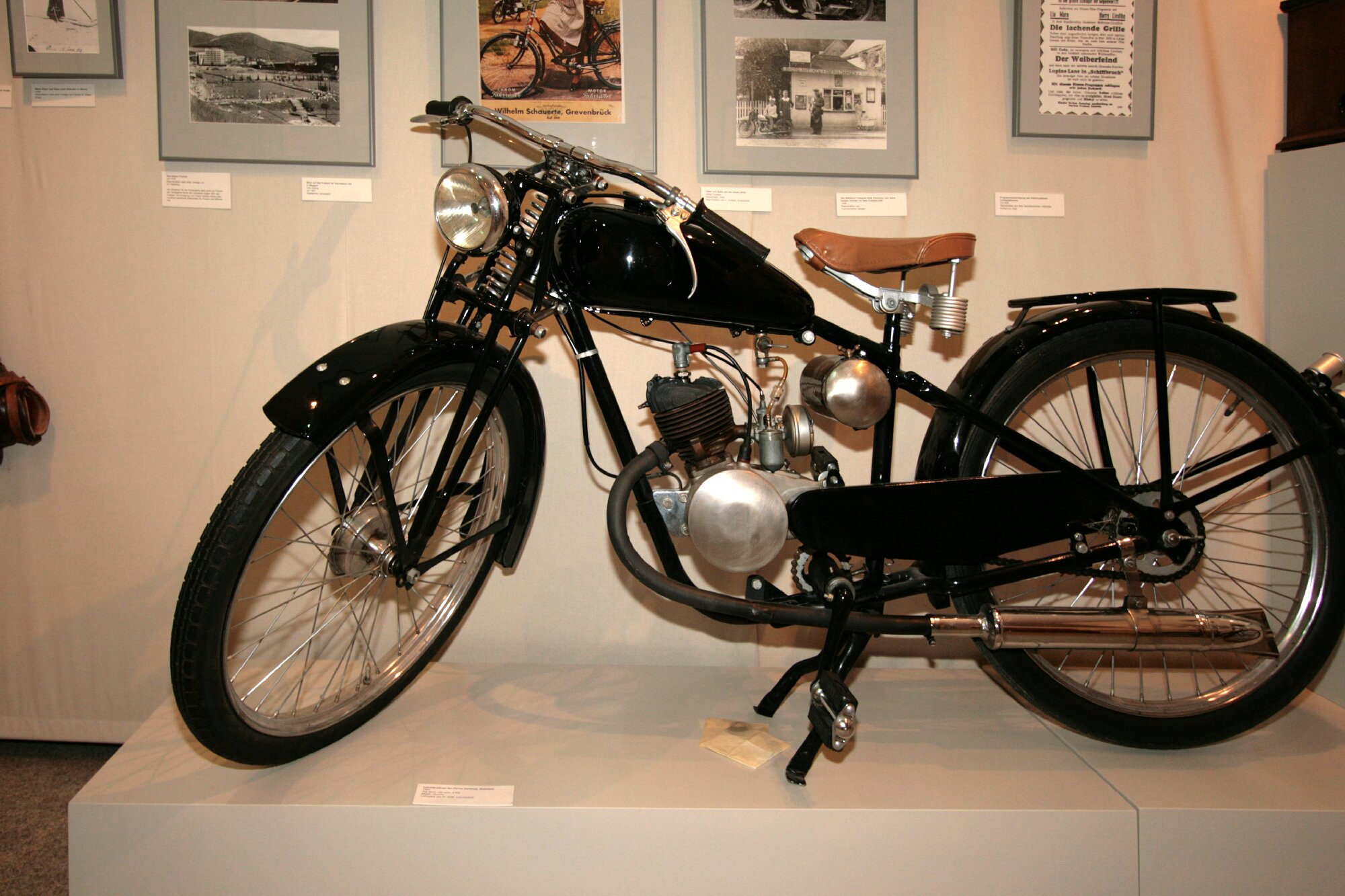
Motorrad im Museum der Stadt Lennestadt

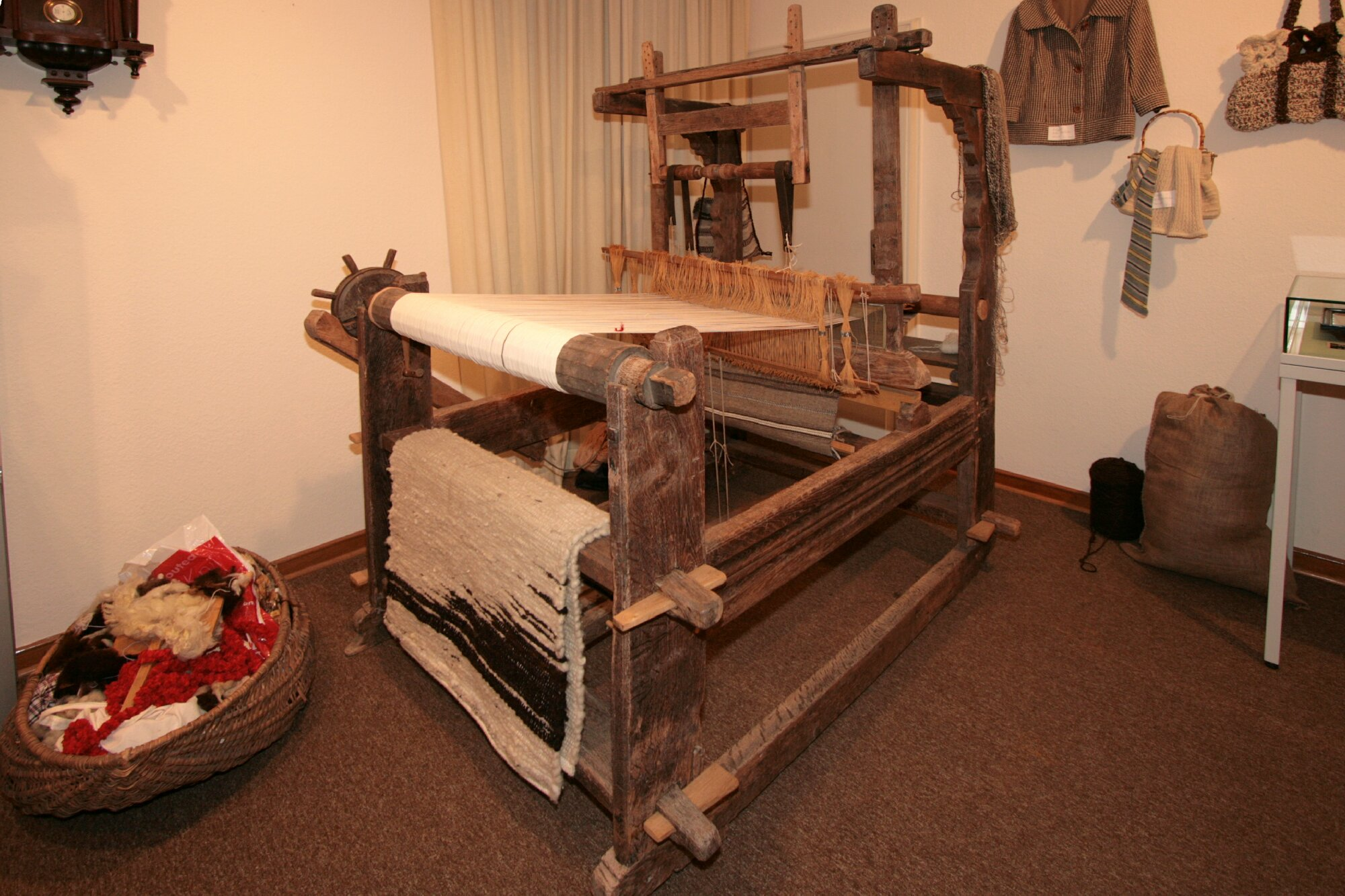
Alter Webstuhl im Museum

Die Kulturwissenschaftlerin und heutige Kreisheimatpflegerin Susanne Falk entwarf Anfang der 1990er Jahre die Konzeption für ein Stadtmuseum, dessen Schwerpunkt die wirtschaftliche, soziale und politische Entwicklung des Lennestädter Gebietes im 19. und der ersten Hälfte des 20. Jahrhunderts ist. Die Dauerausstellung „Moderne Zeiten. Vom Leben im Sauerland 1850–1955“ erstreckte sich über zwei Etagen. Sie stellte ein in vielerlei Hinsicht besonders turbulentes Jahrhundert Lennestädter Geschichte vor. Der Rundgang durch die Ausstellung startete mit Fotos und Dokumenten über den Bau und die Eröffnung der Ruhr-Sieg-Eisenbahn im Jahre 1861. Mit dem neuen Verkehrsmittel begann für die dörfliche Bevölkerung zwischen Siegen und Hagen ein neues Zeitalter, das gravierende Umwälzungen in allen Lebensbereichen mit sich brachte. Weiterhin wurden in der Dauerausstellung auch die sozialen und soziologischen Veränderungen dokumentiert, die sich als Folge des wirtschaftlichen und verkehrstechnischen Umbruchs ergaben: z. B. die Zuwanderung und die religiöse und ethnische Durchmischung der Bevölkerung, die Zeiteinteilung nach der Stechuhr, die Heimarbeitsmöglichkeiten in der Tabak- und Textilindustrie und das menschenunwürdige Lohndumping.

### Peperburg bei Grevenbrück

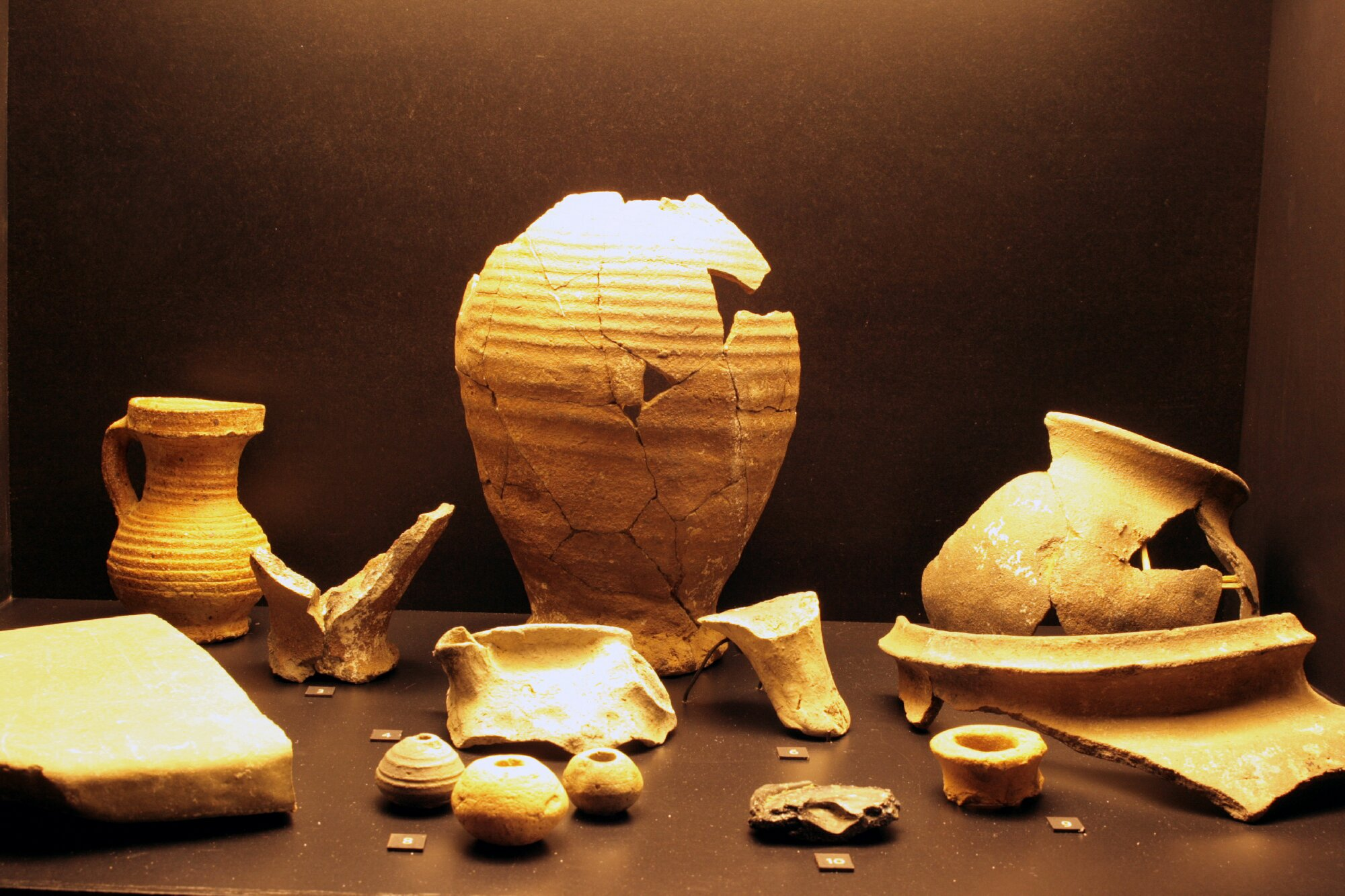
Keramik von der Ruine Peperburg

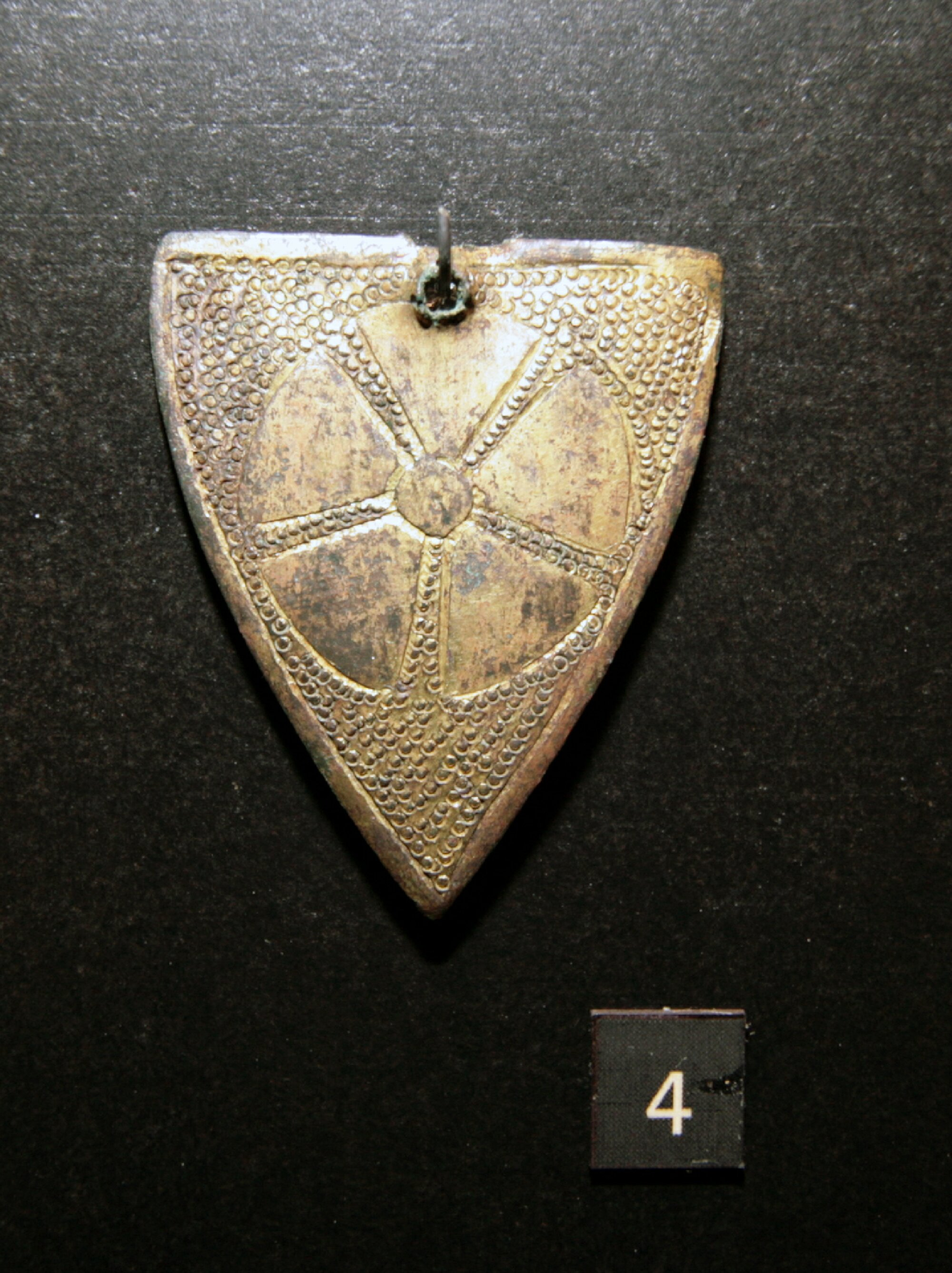
Buntmetallplatte von der Peperburg

In den Jahren 1980 bis 1986 hatten Mitglieder des Heimatvereins Grevenbrück unter der wissenschaftlichen Leitung von Sigrid Lukanow vom Westfälischen Museum für Archäologie, Zweigstelle Olpe (heute LWL-Museum für Archäologie und Kultur), Grabungen an der hochmittelalterlichen Peperburg-Ruine bei Förde-Grevenbrück durchgeführt und dabei Hunderte von Fundstücken geborgen.
In der sogenannten „Schatzkammer“ waren die wichtigsten Exponate der Ausgrabung an der Peperburg ausgestellt.

### Fossiliensammlung
Eine kleine Fossiliensammlung – im Wesentlichen zusammengetragen und pädagogisch aufbereitet von dem verstorbenen Lehrer Karl Borinski – gab Auskunft über die geologische und biologische Entwicklung der näheren Heimat.

### Schulzimmer

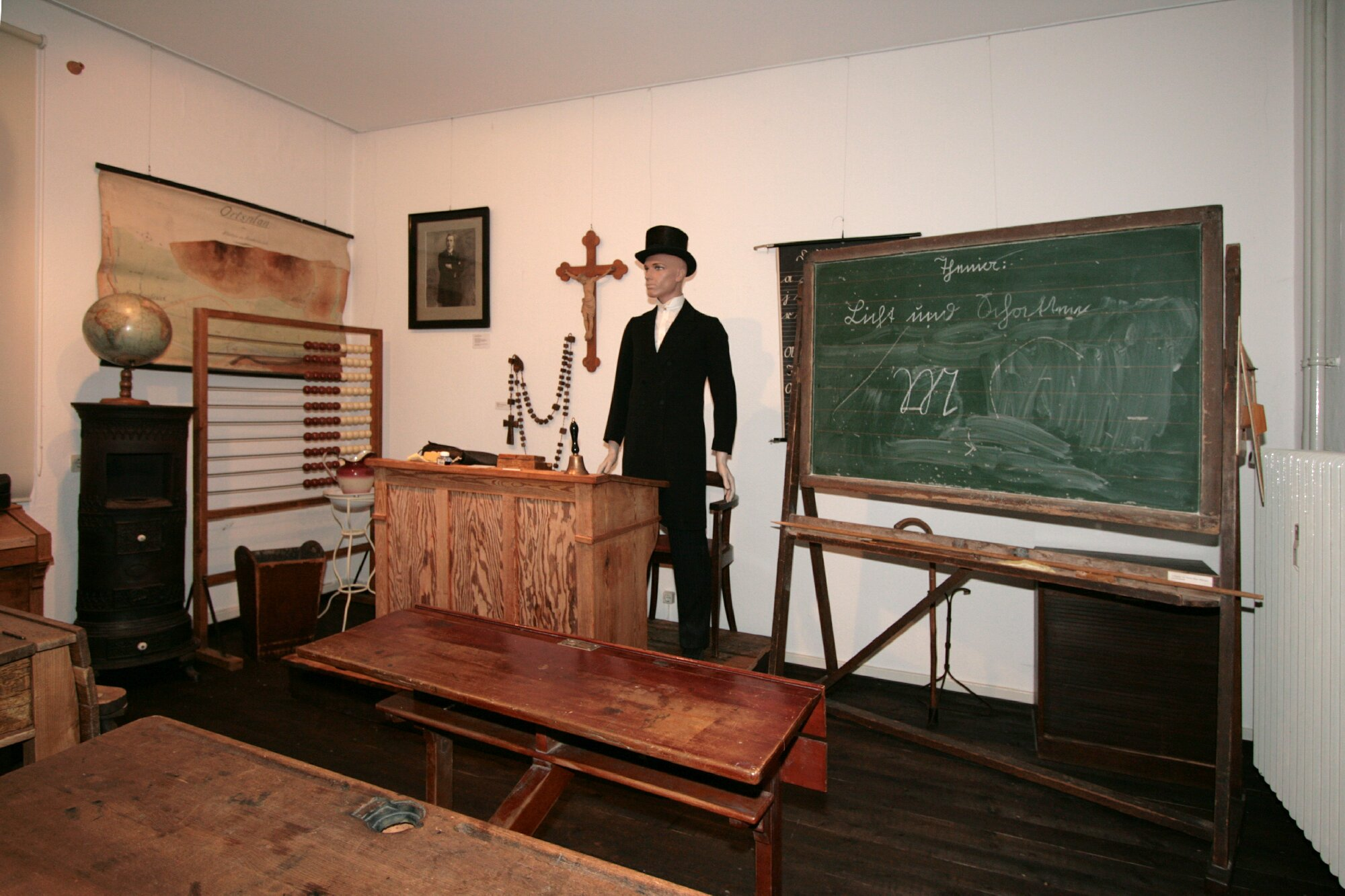
Klassenzimmer im Museum der Stadt Lennestadt

Das Schulzimmer mit originalen Exponaten aus den 1910er bis 1950er Jahren ist auch nach der Sanierung des Museums erhalten geblieben. Es ist gern genutzter Teil der Museumspädagogik des Hauses, das als außerschulischer Lernort besucht werden kann. Kinder- und Jugendgruppen können an den Gegenständen selbst die Unterschiede zwischen Schule damals und heute spielerisch nachempfinden. Die im alten Schulzimmer durchgeführte „Historische Schulstunde“ erfreut sich bei Schulen im gesamten Kreis Olpe reger Beliebtheit.

### Gemäldesammlung des Malers Reinhold Bicher
Eine Sammlungsschwerpunkt des Museums der Stadt Lennestadt sind sicherlich die Gemälde des heimischen Künstlers Reinhold Bicher (1895–1975) aus Grevenbrück. Viele Motive aus Lennestadt und Umgebung, der Industrie oder aus dem religiösen Leben wurden in der bisherigen Dauerausstellung gezeigt, auch in der neuen Dauerausstellung haben einige seiner Bilder Platz gefunden. Zu seinen Werken zählen auch Federzeichnungen mit Märchenmotiven, die er in schlechten Kriegszeiten für seine Kinder anfertigte.
An manchen Häuserfassaden im Sauerland findet man seine Putzreliefs, die er mit Hilfe der Stuckateure in den frisch aufgezogenen Putz eingebracht und signiert hat.

### Gemäldeausstellung Peter Dommes
Zahlreiche Aquarelle hat der 1903 in Halberbracht geborene und aufgewachsene Künstler im Laufe seines Lebens geschaffen. Seine Motive fand er in der Sauerländer Heimat, ebenso im fernen Italien. Viele Momentaufnahmen von Gebäuden, Ortschaften, und aus der Natur sind in seinen Bildern, dezent aber dennoch farbenfroh, festgehalten. In einer Sonderausstellung mit zahlreichen Exponaten gedachte der Heimatverein Grevenbrück 2004 dieses heimischen Künstlers.

## Exponate des Monats
Neben der Dauerausstellung und wechselnden Sonderausstellungen sind die Exponate des Monats ein wichtiger Bestandteil des Museumsalltags. Bei den Exponaten handelt es sich in der Regel um Gegenstände des täglichen Lebens, die dem Museum als Leihgabe oder als Schenkung für die Sammlung zur Verfügung gestellt werden. In einem kurzen Text wird jeweils eine „Objektgeschichte“, eine Art kurzweilige Biographie des ausgewählten Exponates, erzählt. Die Exponate vermitteln den Interessenten immer wieder spannende Einblicke in die Lebensumstände der Menschen in früheren Zeiten.

## Sonderausstellungen
Sonderausstellungen werden in unregelmäßigen Abständen im Museum gezeigt. Ein Beispiel ist die im September 2017 am „Tag des offenen Denkmals“ eröffnete Ausstellung „Baudenkmäler im Veischedetal“. Dabei wurden insgesamt rund 40 Baudenkmäler in den Ortsteilen Grevenbrück, Bonzel, Bilstein und Kirchveischede in Bildtafeln dargestellt und beschrieben.

## Einbindung des Heimatvereins Grevenbrück
Ende 1989 konnte ein Trägerschaftsvertrag zwischen der Stadt Lennestadt und dem Heimat- und Verkehrsverein Grevenbrück e. V. unterzeichnet werden. Die Stadt Lennestadt schuf die räumlichen und sachlichen Voraussetzungen für das Museum.
Der Heimatverein Grevenbrück verpflichtete sich, den regelmäßigen ehrenamtlichen Aufsichtsdienst im Museum zu organisieren und sich um die Vervollständigung der Sammlung zu kümmern. Diese Zusammenarbeit zwischen der Kommune und einem örtlichen kulturtragenden Verein dauert in Teilen bis heute an.